# آرثر هال سميث
آرثر هال سميث (بالإنجليزية: Arthur Hall Smith)‏ هو رسام أمريكي، ولد في 23 مارس 1929 في نورفولك في الولايات المتحدة، وتوفي في 20 فبراير 2013 في باريس في فرنسا.